# 霍尔茨明登县
霍尔茨明登县（Landkreis Holzminden）是德国下萨克森州南部的一个县，首府霍尔茨明登。